# 福島県道203号川桁停車場堅田線
福島県道203号川桁停車場堅田線（ふくしまけんどう203ごう かわげたていしゃじょうかただせん）は、福島県耶麻郡猪苗代町にある一般県道である。

## 路線概要
- 起点：耶麻郡猪苗代町川桁字新町（JR磐越西線 川桁駅前）
- 終点：耶麻郡猪苗代町堅田字入江村前
- 総延長：2.831 km[1]
  - 実延長：総延長に同じ
- 路線認定年月日：1959年8月31日[2]

### 重用路線
- 福島県道323号野老沢川桁停車場線（猪苗代町川桁字新町〈起点〉～同町川桁字宮ノ西）

## 通過する自治体
- 耶麻郡猪苗代町

## 接続・交差する道路
- 福島県道323号野老沢川桁停車場線 野老沢方面（川桁字宮ノ西）
- 国道49号（堅田字入江村前〈入江交差点〉終点）

## 道路施設
川桁橋
- 全長：14.3m
- 幅員：6.0m
- 竣工：1962年[3]

川桁字新町、字宮ノ西から字家ノ前に至り、一級水系阿賀野川水系観音寺川を渡る。
中の目橋
- 全長：169.9 m
- 幅員：6.0 m
- 竣工：1973年[4]

川桁字新中谷地から中小松字中目丙に至り、一級水系阿賀野川水系長瀬川を渡る。

## 沿線
- JR川桁駅
- 川桁郵便局
- 猪苗代湖白鳥浜